# Liebsdorf
Liebsdorf je občina v departmaju Haut-Rhin francoske regije Alzacija.
Leta 1990 je v občini živelo 257 oseb oz. 61 oseb/km².